# Svatojanské proudy
Svatojanské proudy (títol original en txec, en català Els ràpids de Sant Joan) és una òpera en quatre actes composta el 1869 per Josef Richard Rozkošný sobre un llibret en txec de František Adolf Šubert. Es va estrenar el 3 d'octubre de 1871 al Teatre Provisional de Praga, dirigida per Bedřich Smetana. El 1885 es representà unes altres sis vegades al Teatre Nacional de Praga. El 1885 es representà unes altres sis vegades al Teatre Nacional de Praga.